# Nogometno Društvo Beltinci
Il Nogometno Društvo Beltinci è una società calcistica slovena con sede nella città di Beltinci.

## Storia
La società raccoglie l'eredità del Nogometni klub Beltinci, fondato nel 1949 ma fallito nel 2006.
Il club ha giocato nove stagioni nella Prva Liga slovena.
Nella stagione 2023-2024 raggiunge per la prima volta nella sua storia la semifinale di Coppa di Slovenia.

## Palmarès

### Competizioni nazionali
- Tretja slovenska nogometna liga: 2

2016-2017 (girone est), 2017-2018 (girone est)

## Stadio
Il club gioca le gare casalinghe allo Beltinci Sports Park, che ha una capacità di 1451 posti a sedere.